# Ореховское сельское поселение (Волгоградская область)
Оре́ховское се́льское поселе́ние — муниципальное образование в Даниловском районе Волгоградской области.
Административный центр — село Орехово.

## История
Ореховское сельское поселение образовано 22 декабря 2004 года в соответствии с Законом Волгоградской области № 1058-ОД.

## Население
| 2010 | 2012 | 2013 | 2014 | 2015 | 2016 | 2017 |
| ---- | ---- | ---- | ---- | ---- | ---- | ---- |
| 635  | ↘616 | ↘586 | ↘576 | →576 | ↘564 | →564 |
| 2018 | 2019 | 2020 | 2021 |      |      |      |
| ↘541 | ↘515 | ↘511 | ↗519 |      |      |      |

## Состав сельского поселения
| № | Населённый пункт | Тип населённого пункта       | Население |
| - | ---------------- | ---------------------------- | --------- |
| 1 | Медведево        | село                         | 3         |
| 2 | Орехово          | село, административный центр | 602       |
| 3 | Прыдки           | хутор                        | 30        |